# Julio César Re
Julio César Re Corvalán, detto Neneco (Asunción, 4 dicembre 1931 – 26 ottobre 2005), è stato un cestista paraguaiano.

## Carriera
Con il Paraguay ha disputato i Campionati sudamericani del 1955.